# پائول الیوت
 پائول الیوت  (به انگلیسی: Paul Elliott) (زاده ۱۸ مارس ۱۹۶۴ - لندن) بازیکن فوتبال انگلیسی است.وی در تیم‌های معتبری از جمله چارلتون، استون ویلا، سلتیک و چلسی بازی کرده‌است. 